# Dirk De Prins
Dirk De Prins (1952) is een Vlaams culinair journalist en mediafiguur.
De Prins is de vaste culinaire adviseur van Radio 2. In het programma "De Madammen" helpt hij geregeld luisteraars met kookproblemen. Vroeger deed hij dat ook al in de programma's "Bistro & Co" en "Kook".
In het VTM-programma Mijn Restaurant was hij - in de drie eerste reeksen - samen met Peter Goossens en Christel Cabanier een van de vaste juryleden.
Daarnaast schrijft De Prins ook kookboeken en is hij redacteur van het culinaire tijdschrift "Culinaire Ambiance".
De Prins is een vrijmetselaar, lid van de Brusselse loge 'Branding'.
- Bibliothèque nationale de France: cb12549540x (data)
- International Standard Name Identifier: 0000 0000 3301 9817
- Library of Congress Control Number: n97004163
- Nederlandse Thesaurus van Auteursnamen: 085601993
- Virtual International Authority File: 27180513
- WorldCat: E39PBJqK7kfmvyXVmGQ6w7HcT3